# Viacheslav Ivanov
Viacheslav Ivanov –en ruso, Вячеслав Иванов– (Moscú, 30 de julio de 1938-5 de agosto de 2024) fue un deportista soviético que compitió en remo.

## Carrera deportiva
Participó en tres Juegos Olímpicos de Verano entre 1956 y 1964, obteniendo tres medallas: oro en Melbourne 1956, oro en Roma 1960 y oro en Tokio 1964. Ganó una medalla en el Campeonato Mundial de Remo de 1962 y siete medallas en el Campeonato Europeo de Remo entre 1956 y 1967.

## Palmarés internacional
| Juegos Olímpicos   | Juegos Olímpicos         | Juegos Olímpicos  | Juegos Olímpicos |
| Año                | Lugar                    | Medalla           | Prueba           |
| ------------------ | ------------------------ | ----------------- | ---------------- |
| 1956               | Melbourne (Australia)    | Medalla de oro    | Scull individual |
| 1960               | Roma (Italia)            | Medalla de oro    | Scull individual |
| 1964               | Tokio (Japón)            | Medalla de oro    | Scull individual |
| Campeonato Mundial |                          |                   |                  |
| Año                | Lugar                    | Medalla           | Prueba           |
| 1962               | Lucerna (Suiza)          | Medalla de oro    | Scull individual |
| Campeonato Europeo |                          |                   |                  |
| Año                | Lugar                    | Medalla           | Prueba           |
| 1956               | Bled (Yugoslavia)        | Medalla de oro    | Scull individual |
| 1957               | Duisburgo (RFA)          | Medalla de bronce | Scull individual |
| 1958               | Poznań (Polonia)         | Medalla de bronce | Scull individual |
| 1959               | Mâcon (Francia)          | Medalla de oro    | Scull individual |
| 1961               | Praga (Checoslovaquia)   | Medalla de oro    | Scull individual |
| 1964               | Ámsterdam (Países Bajos) | Medalla de oro    | Scull individual |
| 1967               | Vichy (Francia)          | Medalla de plata  | Scull individual |